# Automobili Stanguellini
Automobili Stanguellini — итальянский производитель спортивных автомобилей, базировавшийся в Модене. Компания была основана Витторио Стангуэллини. Гоночные автомобили выпускались компвнией до 1981 года, когда Витторио Стангуэллини умер. С тех пор компанией руководит его сын Франческо и предлагает услуги по реставрации, обслуживанию и эксплуатации исторических гоночных автомобилей.

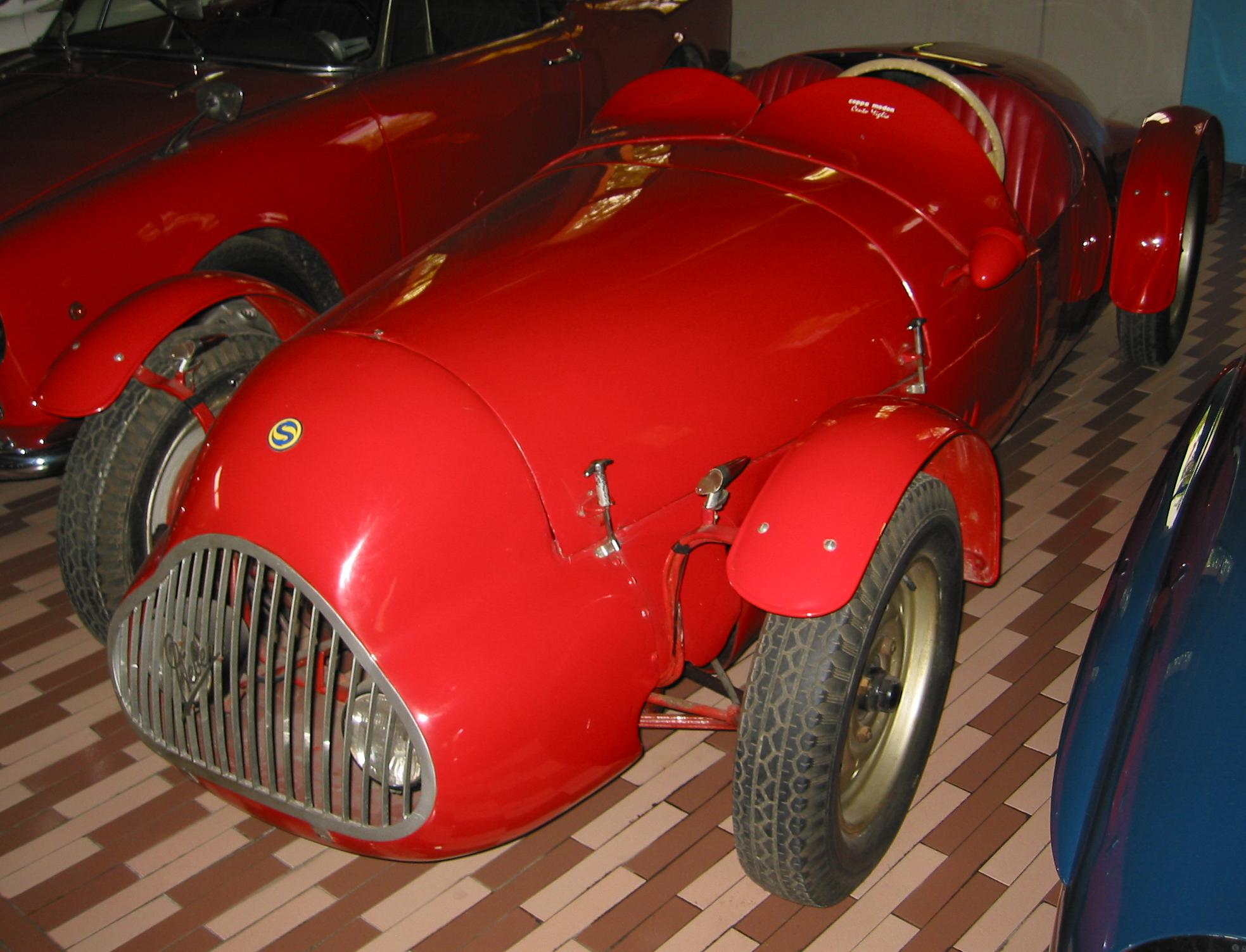
Stanguellini 2-местный.

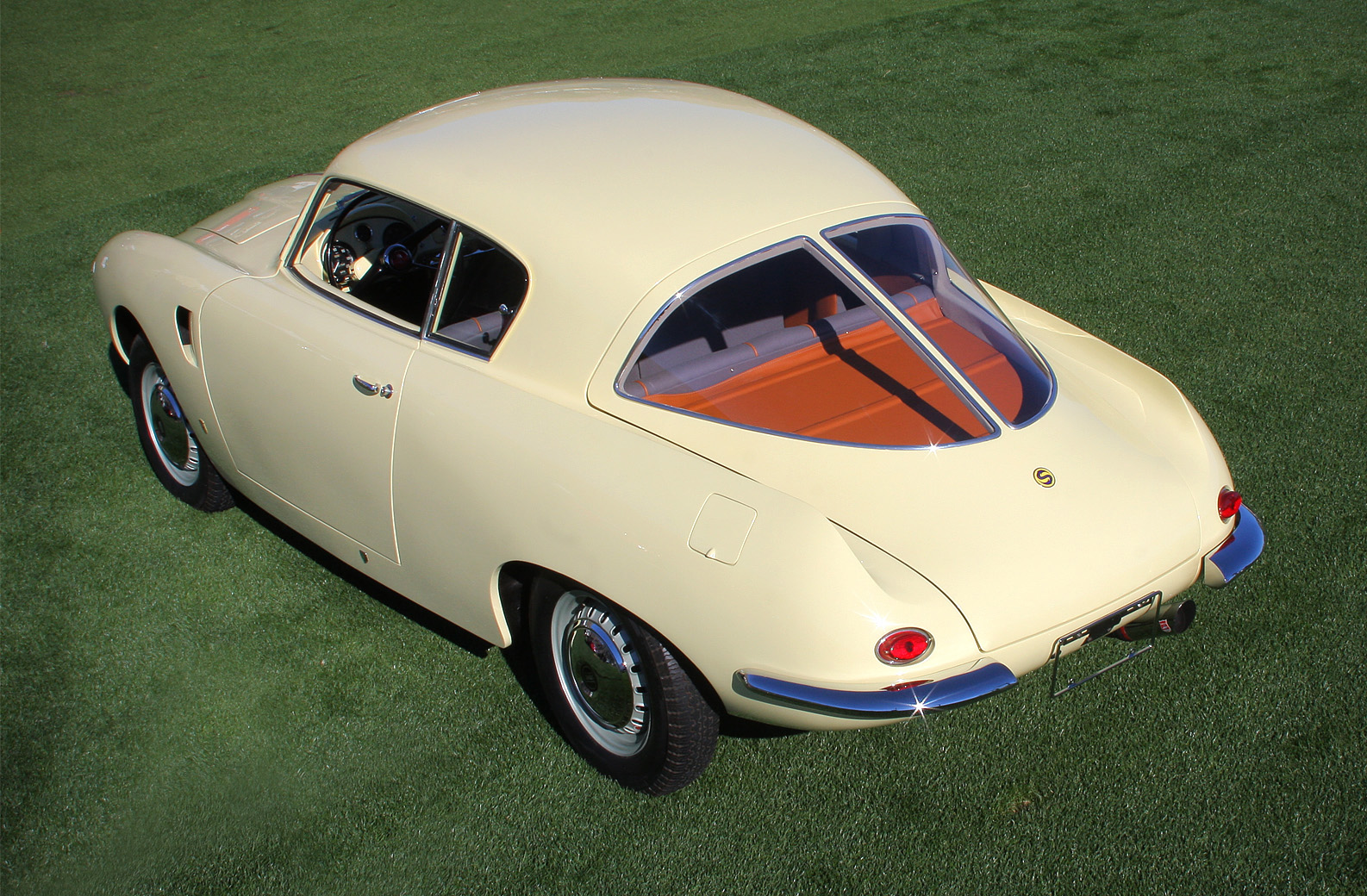
Stanguellini Berlinetta, вид сзади

## История
Семья Стангуэллини издавна была связана с автомобилями. Дед Витторио основал инженерную компанию ещё в 1879 году, а его отец стал первым человеком, зарегистрировавшим автомобиль в Модене в 1910 году. (Номерной знак был «MO 1»). К моменту прихода Витторио к руководству в 1929 году семейный бизнес уже включал дилерский центр Fiat.
Будучи страстным гонщиком, Стангуэллини начал тюнинговать и модифицировать автомобили Alfa Romeo, Fiat и Maserati для участия в гонках. Несмотря на то, что они был конкурентами, в конце 1920-х годов у него возникло дружеское соперничество с Энцо Феррари, который рассматривал присутствие Стангуэллини как потенциальное усиление сцены гоночных автомобилей в Модене. Следующим шагом Витторио стало создание Squadra Corse Stanguellini. Команда быстро добилась успеха, выступая на модифицированных Maseratis 6CM, и выиграла Targa Florio в 1938 году.
На протяжении четырех десятилетий автомобили Stanguellini участвовали во многих гонках спортивных автомобилей, в том числе в 24-х часовой гонке Ле-Мана в 1957 года.